# Diomedes Grammaticus
Diomedes Grammaticus (ógörögül: Διομήδης Γραμματικός, azaz „a Nyelvtudós Diomedes”; 4. század) késő ókori latin nyelvész.
Életéről és munkásságáról kevés adat ismert. Egy műve ismert Ars grammatica („A nyelvészet művészete”) címen, amely a kortárs Flavius Sosipater Charisius hasonló című nyelvtudományi művével összevetve jóval rendszerezettebb alkotás, és melyet egy bizonyos Athanasiusnak ajánl. Műve három könyvből áll, ezek közül az első a szófajokkal, a második nyelvtani és prozódiai-stilisztikai kérdésekkel, a harmadik pedig költészettel és a versmértékekkel foglalkozik. Az Ars grammatica fennmaradt; többek között Heinrich Keil is publikálta Grammatici latini című összeállításában.